# Ssa2
Ssa2 (kor. 싸2) – drugi album studyjny południowokoreańskiego rapera PSY. Został wydany 1 stycznia 2002 roku przez iTunes i 16 stycznia w Korei Południowej. Głównym utworem z płyty jest „Singosik” (kor. 신고식). Sprzedał się w nakładzie 73 833 egzemplarzy w Korei Południowej (stan na 2002 rok).

## Lista utworów
| Nr  | Tytuł                                                      | Słowa                              | Aranżacja      | Czas |
| --- | ---------------------------------------------------------- | ---------------------------------- | -------------- | ---- |
| 1.  | "Intro" (feat. Masta Wu, Jed, Ha Dae-hwan, Ray Jay, Yohan) | PSY, Masta Wu, Jed, Ray Jay, Yohan | PSY            | 2:18 |
| 2.  | "Singosik" (kor. 신고식)                                   | PSY                                | Park Jin-Young | 3:29 |
| 3.  | "Dilemma" (kor. 딜레마)                                    | PSY                                | PSY            | 3:27 |
| 4.  | "Eolssigu" (kor. 얼씨구)                                   | PSY                                | PSY            | 3:03 |
| 5.  | "Yes, I am"                                                | PSY                                | Hamster        | 3:20 |
| 6.  | "Haejimyeon" (kor. 해지면)                                 | PSY                                | PSY            | 3:08 |
| 7.  | "Wonhae" (kor. 원해)                                       | PSY                                | PSY            | 2:46 |
| 8.  | "In a Sauna Bath (사우나 속으로)" (feat. Masta Wu)         | PSY, Masta Wu                      | PSY            | 3:11 |
| 9.  | "1 Deung" (kor. 1등)                                       | PSY                                | Yoo Gun-hyung  | 3:13 |
| 10. | "Sae 2" (kor. 새2) (feat. Kim Jun-hyuk)                    | PSY, Kim Jun-hyuk                  | PSY            | 3:17 |
| 11. | "Nappeunnyeon" (kor. 나쁜년)                               | PSY                                | PSY            | 3:06 |
| 12. | "Cheonyeononjaeng" (kor. 처녀논쟁)" (feat. Ray Jay)        | PSY, Ray Jay                       | PSY            | 3:30 |
| 13. | "Basica 2.0"                                               | PSY                                | hanco          | 3:53 |
| 14. | "Saeng" (kor. 생)                                          | PSY                                | Drunken Tiger  | 3:30 |